# Al-Džazúr
Al-Džazúr (arabsky الجازر‎ al-Ǧāzar‎; anglicky Al Jazer ) je ománský vilájet (administrativní jednotka), situovaný v jižní části regionu al-Wusta při pobřeží Arabského moře. Na ploše vilájetu se nachází zhruba dvanáct vesnic, celkově s téměř 6 000 obyvateli (sčítání lidu 2003). Stejně jako vilájety Dakm a Mahút má Al Džazúr na svém území řadu pláží.
Zdejší lidé se živí tkaním, výrobou zemědělských nástrojů a rybářských sítí, podobně jako v jiných přímořských oblastech. Ze zvířecích kůží zde staví čluny.